# عربان (خرم‌آباد)
عربان روستایی از توابع بخش مرکزی شهرستان خرم‌آباد در استان لرستان ایران است. 
شغل اصلی اهالی کشاورزی و شغل آزاد 
محصولات قابل کشت:  گندم و برنج   
ایل بیرانوند و چگنی بیشترین آمار جمعیت این روستا را تشکیل میدهند 
از بزرگان بیرانوند  این روستا میتوان به 
مرحوم مشهدی بنداری کریمی 
مرحوم سبزبوده کوهنشین 
مرحوم موسی کوهنشین 
مرحوم رضا قلی قاسمی  
مرحوم گجی پیری  
مرحوم  علی پیری معروف به (خشاب) 
و از بزرگان چگنی مرحوم حاج عزیز خان فرخانی چگنی یاد کرد 
روحشان غریق رحمت و لطف الهی     

## جمعیت
این روستا در دهستان کرگاه غربی قرار دارد و براساس سرشماری مرکز آمار ایران در سال ۱۳۹۵، جمعیت آن ۲۲۰۰ نفر (۷۵خانوار) بوده‌است.
اهالی قدیمی این روستا خانواده های؛ فرخانی ،چگنی،عربان،قاسمی ،فلاح،کوهنشین،سیامکی ،پیری،   جلدانی،میباشند،
ولی به علت ازدیاد جمعیت در حال حاضر جمعیت زیادی از  محله های شهر خرم آباد و روستا های لرستان به این روستا آمده اند.
بزرگان مرحوم شده این روستا 
مرحوم حاج عزیز خان فرخانی چگنی،سبزبوده کوه نشین،شاهوردی عربان،فرج الله جلدانی، حاج عیدی بگ چگنی، حاج رحیم بگ فلاح،رضاقلی قاسمی ،حسین قلی قاسمی،گجی پیری،خشاب پیری،علی خان حاتمی،میررضا کوهنشین حاج،ابراهیم عربان، حاج عبدالحسین عربان،......روحشان غریق رحمت الهی